# Thismia neptunis
Thismia neptunis é uma espécie de planta endémica da Malásia. Foi descoberta pelo botânico italiano Odoardo Beccari em 1866, e descrita em 1878. Só foi novamente observada em 2017, quando foi fotografada por uma equipa de biólogos da República Checa.
A T. neptuis vive debaixo do solo e obtém nutrientes através de uma relação parasita com cogumelos. A sua flor emerge do solo durante apenas algumas semanas por ano.